# 作用・角変数
作用・角変数 (さよう・かくへんすう, action-angle variable) とは、解析力学において可積分な正準力学系に対して導入される、作用変数と角変数の組からなる正準変数のこと。

## 定義

### 可積分系
{\displaystyle n}自由度の自励正準力学系がLiouvilleの意味で可積分であるとは、{\displaystyle n}個の関数的に独立な孤立積分 {\displaystyle F_{i}} ({\displaystyle i=1,2,\cdots ,n}) が存在し、互いにPoisson可換であること、すなわち
{\displaystyle \left[F_{i},F_{j}\right]=0}
を満足することである。このとき、リウヴィル＝アーノルドの定理は、各積分 {\displaystyle F_{i}} が値 {\displaystyle f_{i}} を取る超曲面 {\displaystyle \bigcap _{i=1}^{n}F_{i}^{-1}(f_{i})} が連結かつコンパクトであるならば、この曲面はトーラス {\displaystyle \mathbb {T} ^{n}} と同相であること（Arnoldトーラスと呼ばれる）、そしてArnoldトーラスを含む近傍で定義された正準変数 {\displaystyle (\mathbf {J} ,{\boldsymbol {\theta }})} が存在しハミルトニアン {\displaystyle H} が {\displaystyle \mathbf {J} } だけの関数になることを主張する。この定理により保証される正準変数 {\displaystyle (\mathbf {J} ,{\boldsymbol {\theta }})} が作用・角変数である。

### 変数分離系
変数分離可能 (separable) な系に関しては、作用・角変数をより明示的に導入することができる。このような系では、適切な正準変数 {\displaystyle (\mathbf {p} ,\mathbf {q} )} を用いると、ハミルトンの特性関数 {\displaystyle S(\mathbf {q} ,{\boldsymbol {\alpha }})} を {\displaystyle S=S_{1}(q_{1},\mathbf {\alpha } )+S_{2}(q_{2},{\boldsymbol {\alpha }})+\cdots +S_{n}(q_{n},{\boldsymbol {\alpha }})} という形に書くことができる。積分定数 {\displaystyle {\boldsymbol {\alpha }}=(\alpha _{1},\alpha _{2},\cdots ,\alpha _{n})} の値が特定されると、各座標 {\displaystyle q_{i}} が周期運動をするならば、その運動のパターンは次の二通りが可能である。
- ある有界な範囲を周期的に運動する秤動 (libration)
- 運動量が座標の周期関数となる回転 (rotaion)

このとき、定数 {\displaystyle \mathbf {\alpha } } により定まる解軌道に沿った一周期に関する次の積分
{\displaystyle J_{i}:={\frac {1}{2\pi }}\oint p_{i}\,dq_{i}={\frac {1}{2\pi }}\oint {\frac {\partial S_{i}}{\partial q_{i}}}(q_{i},{\boldsymbol {\alpha }})dq_{i}}
により作用変数 (action variable) {\displaystyle J_{i}=J_{i}({\boldsymbol {\alpha }})} が定義できる。この定義のもとでハミルトンの特性関数は {\displaystyle S=S(\mathbf {q} ,\mathbf {J} )} という関数に読み替えることができ、この特性関数を母関数とする正準変換 {\displaystyle (\mathbf {p} ,\mathbf {q} )\mapsto (\mathbf {J} ,{\boldsymbol {\theta }})} により角変数 (angle variable) 
{\displaystyle \theta _{i}:={\frac {\partial S}{\partial J_{i}}}}
が導入される。角変数 {\displaystyle \theta _{i}} は運動の一周期の間に {\displaystyle 2\pi } 変化する。

## 性質

### Kronecker軌道
作用・角変数 {\displaystyle (\mathbf {J} ,{\boldsymbol {\theta }})} を用いるとき、系のハミルトニアンは {\displaystyle H=H(\mathbf {J} )} であるため、正準方程式は
{\displaystyle {\frac {dJ_{i}}{dt}}=-{\frac {\partial H}{\partial \theta _{i}}}=0,\ \ {\frac {d\theta _{i}}{dt}}={\frac {\partial H}{\partial J_{i}}}=:\omega _{i}(\mathbf {J} )}
となる。従ってその解はただちに
{\displaystyle J_{i}=\mathrm {Const.} ,\ \ \theta _{i}=\omega _{i}(\mathbf {J} )t+\beta _{i}}
と求まる ({\displaystyle \beta _{i}} は定数)。従って {\displaystyle \omega _{i}={\frac {\partial H}{\partial J_{i}}}} は運動の角振動数である。この解がArnoldトーラス上に描く軌道をKronecker軌道と呼ぶ。
振動数 {\displaystyle {\boldsymbol {\omega }}=(\omega _{1},\omega _{2},\cdots ,\omega _{n})} がすべて互いに有理数比にある場合には、解軌道 {\displaystyle {\boldsymbol {\theta }}={\boldsymbol {\omega }}t+{\boldsymbol {\beta }}} はArnoldトーラス上の周期軌道となる。一方、そうでない場合には、解軌道はArnoldトーラスを稠密に埋め尽くし、準周期軌道 (qusi-periodic orbit) または条件周期軌道 (conditionally periodic orbit) と呼ばれる。

### 正準摂動論
可積分ハミルトニアン {\displaystyle H_{0}} に摂動 {\displaystyle \epsilon H_{1}} が加わったハミルトニアン
{\displaystyle H=H_{0}(\mathbf {J} )+\epsilon H_{1}(\mathbf {J} ,{\boldsymbol {\theta }})}
を取り扱うことはしばしばある。このような近可積分系に対して適用される正準摂動論は作用・角変数に立脚して定式化される。これは、非摂動ハミルトニアン {\displaystyle H_{0}} に関する作用・角変数 {\displaystyle (\mathbf {J} ,{\boldsymbol {\theta }})} から摂動後のハミルトニアンに関する作用・角変数 {\displaystyle (\mathbf {J} ^{*},{\boldsymbol {\theta }}^{*})} への正準変換 {\displaystyle S=S({\boldsymbol {\theta }},\mathbf {J} ^{*})} を摂動的に決定するというアイデアに基づいている。

### 断熱不変量
作用変数 {\displaystyle J} は、ハミルトニアンの断熱的な（運動の時間スケールに比べてゆっくりとした）変化に際して保存する断熱不変量になる。

## 具体例

### 調和振動子
1次元調和振動子は次のハミルトニアンにより記述される。
{\displaystyle H={\frac {p^{2}}{2m}}+{\frac {1}{2}}m\omega _{0}^{2}q^{2}}
この系はエネルギー {\displaystyle E} が保存するため可積分であり、ハミルトンの特性関数 {\displaystyle S} はエネルギーを積分定数とする
{\displaystyle S=\int \pm {\sqrt {2mE-m^{2}\omega _{0}^{2}q^{2}}}\,dq}
という形に求まる。ここから調和振動子の作用・角変数は {\displaystyle J=E/\omega _{0}}, {\displaystyle \theta =\arcsin \left({\sqrt {\frac {m\omega _{0}}{2J}}}q\right)} と計算できる。
{\displaystyle q={\sqrt {\frac {2J}{m\omega _{0}}}}\,\sin \theta ,\ \ p={\sqrt {2m\omega _{0}J}}\,\cos \theta }
{\displaystyle H=\omega _{0}J}

### ケプラー問題
3次元ケプラー問題のハミルトニアンは、球座標 {\displaystyle (r,\theta ,\phi )} を用いるとき変数分離系となる。
{\displaystyle H={\frac {1}{2}}\left(p_{r}^{2}+{\frac {1}{r^{2}}}p_{\theta }^{2}+{\frac {1}{r^{2}\sin ^{2}\theta }}p_{\phi }^{2}\right)-{\frac {\mu }{r}}}
対応するハミルトンの特性関数は次式で与えられる。
{\displaystyle S=\int \pm {\sqrt {2C+{\frac {2\mu }{r}}-{\frac {G^{2}}{r^{2}}}}}dr+\int \pm {\sqrt {G^{2}-{\frac {G_{z}^{2}}{\sin ^{2}\theta }}}}d\theta +G_{z}\phi }
系のエネルギーが負であるときには運動は有界であり、作用・角変数 {\displaystyle (J_{r},J_{\theta },J_{\phi },w_{r},w_{\theta },w_{\phi })} は次のように求められる。
{\displaystyle J_{r}={\sqrt {\mu a}}\left[1-{\sqrt {1-e^{2}}}\right],\ \ J_{\theta }={\sqrt {\mu a(1-e^{2})}}\,(1-\cos I),\ \ J_{\phi }={\sqrt {\mu a(1-e^{2})}}\,\cos I}
{\displaystyle w_{r}=M,\ \ w_{\theta }=M+\omega ,\ \ w_{\phi }=M+\omega +\Omega }
ここに {\displaystyle a} は軌道長半径、{\displaystyle e} は軌道離心率、{\displaystyle I} は軌道傾斜角、{\displaystyle M} は平均近点離角、{\displaystyle \omega } は近点引数、{\displaystyle \Omega } は昇交点黄経である。このときハミルトニアンは {\displaystyle H=-{\frac {\mu ^{2}}{2(J_{r}+J_{\theta }+J_{\phi })^{2}}}} と表示される。なお、天体力学において用いられるドローニー変数やポアンカレ変数は、この作用・角変数に対して接触変換を施すことで得られる正準変数である。